# Ruská Voľa
Ruská Voľa é um município da Eslováquia, situado no distrito de Vranov nad Topľou, na região de Prešov. Tem 6,18 km² de área e sua população em 2018 foi estimada em 84 habitantes.

## Demografia
| Ano:        | 1994 | 2004   | 2014   | 2024   |
| ----------- | ---- | ------ | ------ | ------ |
| Broj ljudi: | 81   | 76     | 82     | 90     |
| Razlika:    |      | -6,17% | +7,89% | +9,75% |

| Ano:               | 2023 | 2024   |
| ------------------ | ---- | ------ |
| Número de pessoas: | 88   | 90     |
| Diferença:         |      | +2,27% |